# Trialeti-Gebirge
Das Trialeti-Gebirge (georgisch თრიალეთის ქედი, Trialetis Kedi) ist ein Gebirgszug in Georgien.
Er liegt im Kleinen Kaukasus im Zentrum des Landes und verläuft 144 km in ost-westlicher Richtung. Seine Breite beträgt 30 km. Die höchste Erhebung ist der 2850 m hohe Berg Schawiklde („Schwarzer Fels“).
Der östliche Rand des Gebirgszugs verläuft entlang der westlichen Grenze der georgischen Hauptstadt Tiflis, das westliche Ende befindet sich am Fluss Kura, südwestlich von Bordschomi. Die westliche Fortsetzung bildet das Meschetische Gebirge.
Das Trialeti-Gebirge wird in voller Länge vom Fluss Kzia (im Mittel- und Unterlauf Chrami genannt) durchzogen. Das Gebirge entstand durch vulkanische Tätigkeit während des Paläogens. Im westlichen Teil des Gebirgszugs herrschen junge, andesitische Laven vor.
Die Hänge des Gebirgszugs sind hauptsächlich von sommergrünen Wäldern bedeckt, darunter Eichen, Buchen und Hainbuchen. Der westliche Teil ist von Nadelholzgewächsen und Mischwäldern mit Tannen, Fichten, Kiefern, Buchen und Eichen bedeckt.
Der Trialeti-Gebirgszug war bereits im Jungpaläolithikum und zur frühen Bronzezeit im 4. Jahrtausend besiedelt. Auf dem Zalka-Plateau (auch Tsalka-Hochebene oder -Plateau) gruben Archäologen entsprechende Funde der Trialeti-Kultur aus. Später wurde das Gebirge von Handelsstraßen durchzogen, die Iberien mit dem Byzantinischen Reich und Armenien verbanden. Davon zeugen Ruinen alter Karawansereien. Händler bauten im Trialeti-Gebirge auch Manglissi, Georgiens älteste Stadt.
Auf der Zalka-Hochebene wurden im 6. und 7. Jahrhundert sowie zwischen dem 10. und 13. Jahrhundert viele Kirchen erbaut, darunter die Basiliken Tetrizqaro, Tak kili, Kuschtschi und Edrani. Am Berg Didgori (1647 m) im östlichen Teil des Trialeti-Gebirgszugs besiegte der georgische König Dawit IV. der Erbauer am 12. August 1121 eine quantitativ weit überlegene Seldschuken-Armee unter Führung Emir Nejm-add-din-il-Ghazis.